# San Giuseppe dei Falegnami
San Giuseppe dei Falegnami ou Igreja de São José dos Carpinteiros é uma igreja católica localizada no Fórum Romano, em Roma, Itália.

## História
Em 1540, a Congregação dos Carpinteiros adquiriu a antiga igreja de San Pietro in Carcere, que ficava acima da Prisão Mamertina, o local onde, segundo a lenda, ficaram presos em Roma São Pedro e São Paulo. Em 1597, as obras começaram numa nova igreja, dedicada ao padroeiro dos carpinteiros, São José. O primeiro arquiteto foi Giacomo della Porta e o trabalhou continuou depois de 1602 sob a direção de Giovanni Battista Montano, que projetou a fachada e, depois de sua morte em 1621, de seu pupilo Giovanni Battista Soria. A igreja finalmente foi completada em 1663 por Antonio Del Grande. Em 1886, ela foi restaurada e ganhou uma nova abside.
Na década de 1930, a fachada foi elevada para permitir o acesso direto à prisão abaixo. O interior conta com uma nave e duas capelas laterais, decoradas no século XIX. Entre as pinturas, está uma "Natividade" (1651), de Carlo Maratta. Perto da igreja está um oratório coberto por um teto de madeira e uma capela do século XVI, dedicada ao crucifixo, construída entre o piso da igreja e o teto da prisão abaixo.
Em 18 de fevereiro de 2012, tornou-se uma igreja titular. O cardeal-diácono da diaconia de São José dos Carpinteiros é Francesco Coccopalmerio, o presidente do Pontifício Conselho para os Textos Legislativos.
Em 30 de agosto de 2018, o telhado da igreja ruiu. As autoridades apontam para que 75% da estrutura tenha colapsado. Não há feridos.

## Galeria

Imagens da igreja
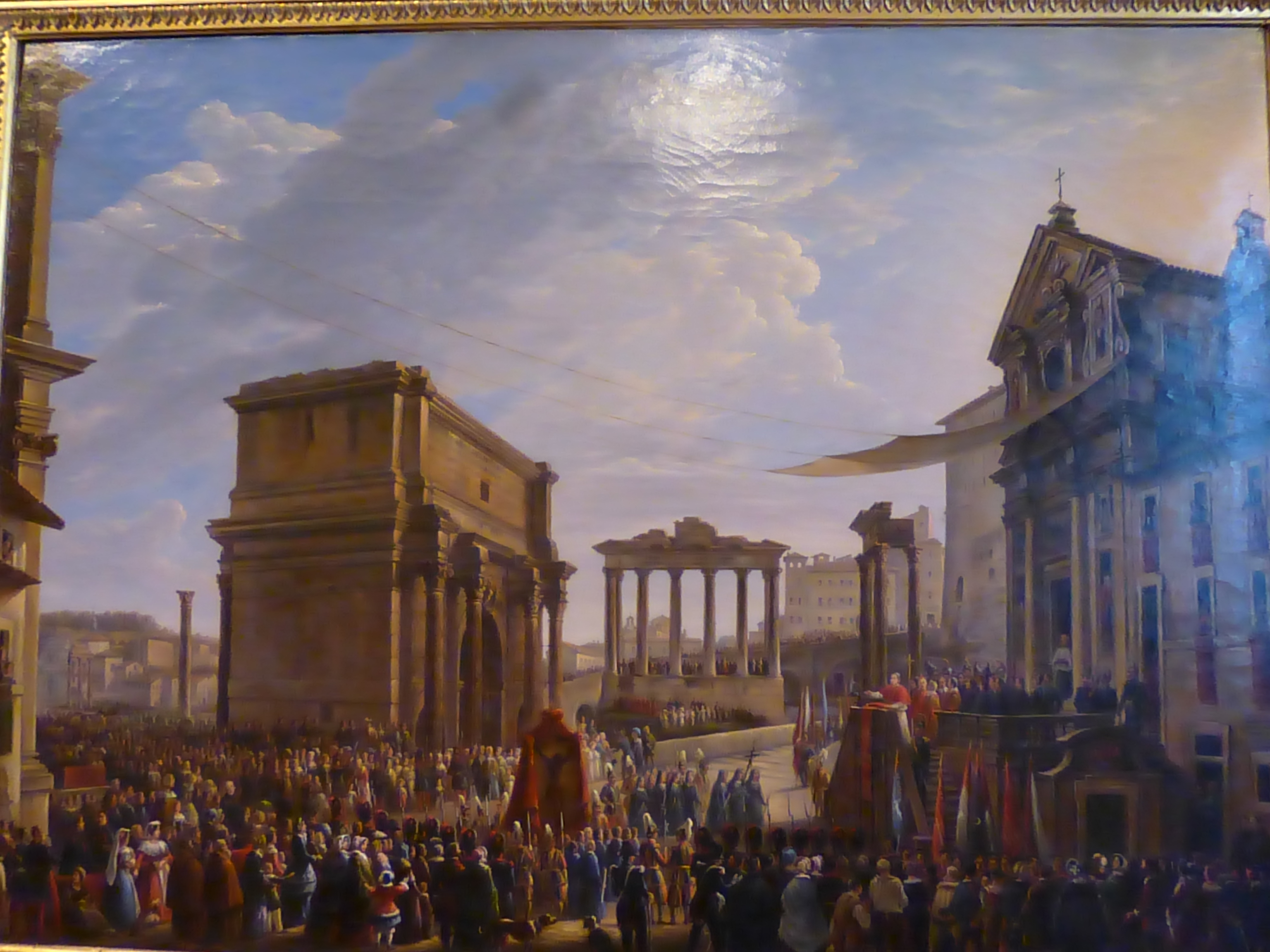
Papa Pio IX consagra o crucifixo de San Giuseppe. 1855. Por Michelangelo Pacetti.
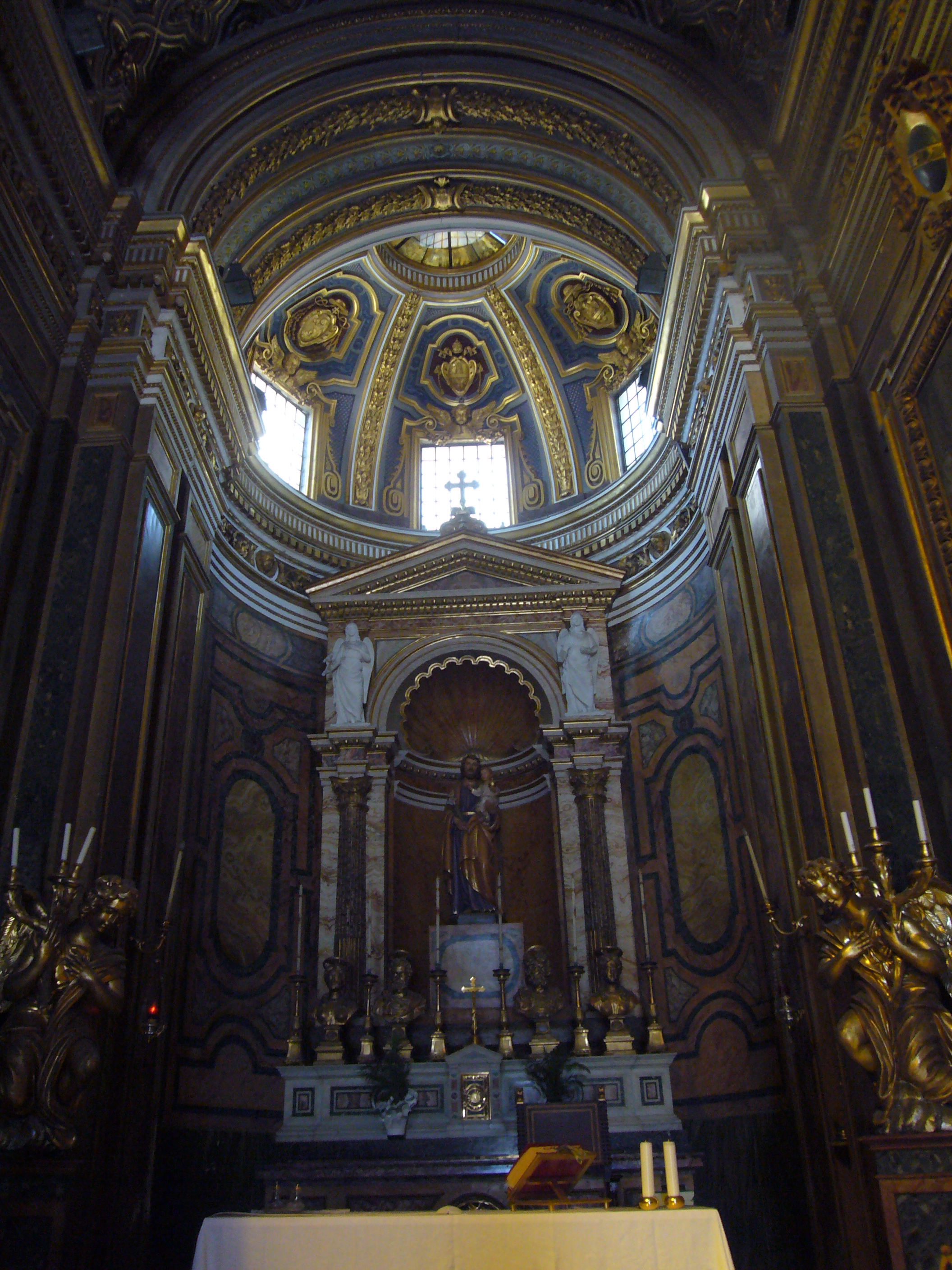
Abside e altar-mor
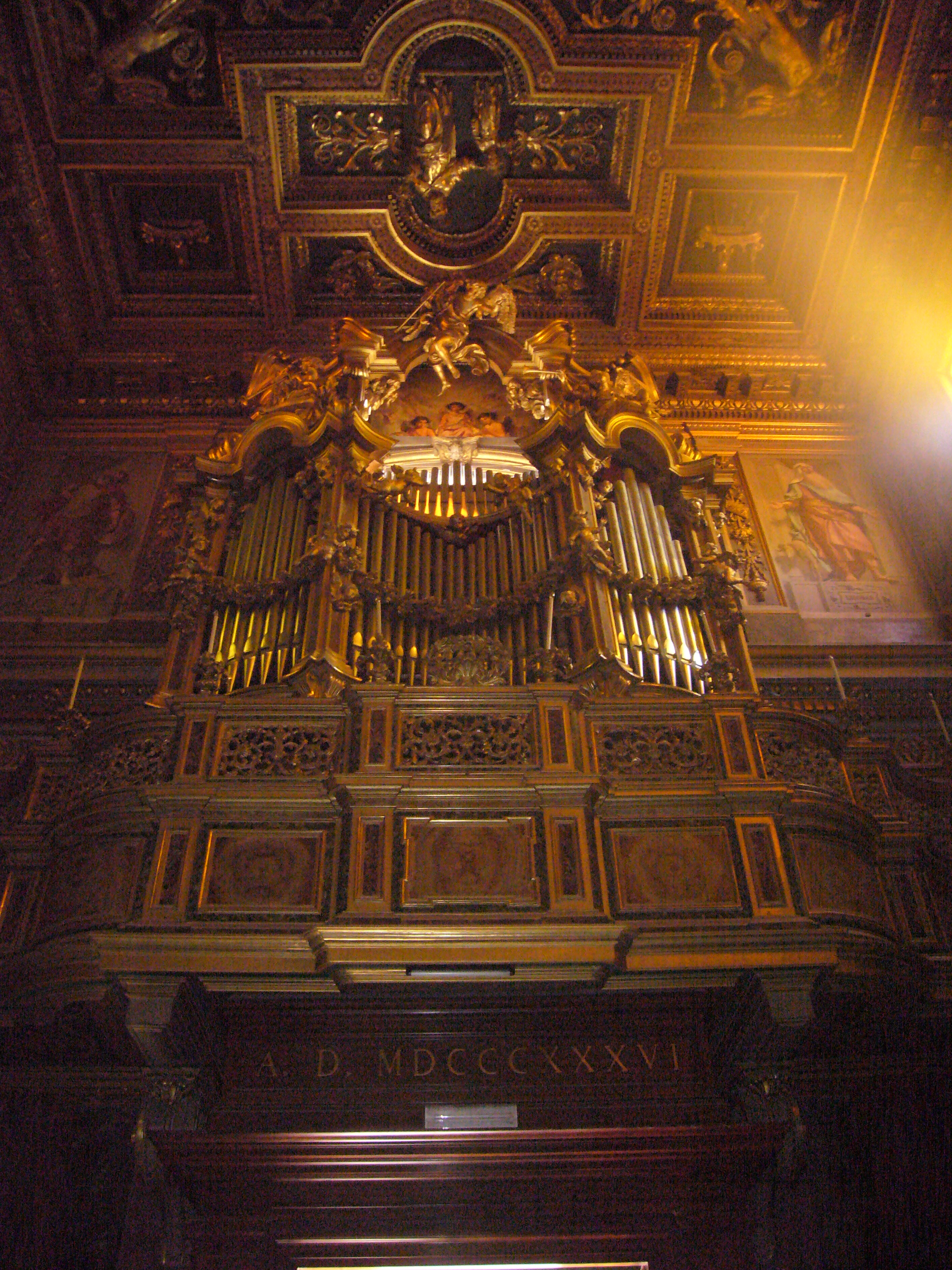
Órgão